# Lucozade
Lucozade er fællesnavnet for seks udgaver af sports-og energidrikke,  som produceres af GlaxoSmithKline i Gloucestershire, England.
Det originale produkt Lucozade, sælges for nuværende, 2011, under navnet Lucozade Energy.
Produktet blev produceret første gang i 1927, under navnet Glucozade,  af en kemiker/ apoteker, W. W.Hunter, fra  Newcastle upon Tyne, som havde eksperimenteret i flere år, for at udvikle et energi-produkt til brug for personer, som var ramt af almene sygdomme, blandt andet forkølelse og influenza.  Navnet på produktet blev i 1929 ændret til Lucozade.
I 1983 blev markedsføringen af produktet ændret fra at være et medicinsk helseprodukt til et sports- og energiprodukt,  grundet det det høje energiindhold og efterspørslen på markedet for sports-og energidrikke.
I markedføringskampagnen deltog blandt andet den engelske ti-kæmper,  Daley Thompson.

## Ekstern henvisning
- Lucozades hjemmeside (engelsk)